# Rūta Rutkelytė
Rūta Rutkelytė (ur. 10 czerwca 1960 w Mariampolu) – litewska polityk, filolog, menedżer, posłanka na Sejm Republiki Litewskiej.

## Życiorys
Ukończyła w 1985 studia filologiczne na Wileńskim Uniwersytecie Państwowym. W 1990 uzyskała stopień doktora nauk społecznych. Odbywała staże naukowe na uczelniach m.in. w Niemczech i Stanach Zjednoczonych.
Od 1988 do 1991 pozostawała wykładowczynią Wileńskiego Uniwersytetu Technicznego im. Giedymina. Następnie do 1996 pracowała w firmie litewsko-niemieckiej R.R.W. Medical Trade, której była jednym z założycieli.
W 1995 wstąpiła do Litewskiego Związku Centrum. Rok później z ramienia tej partii uzyskała mandat poselski. W 2000 bez powodzenia ubiegała się o reelekcję, po czym wycofała się z bieżącej polityki. Przez kilka lat zajmowała się działalnością doradczą jako konsultant na rynku nieruchomości.
W 2007 dołączyła do Związku Ojczyzny. Startowała jako kandydatka tego ugrupowania w wyborach parlamentarnych w 2008 z okręgu jednomandatowego (przegrywając w II turze z Raimondasem Šukysem) oraz ze 133. miejsca na liście partyjnej, w ramach której zajęła 39. (pierwsze niemandatowe) miejsce. Mandat poselski przypadł jej jednak w związku z rezygnacją Raimundasa Alekny jeszcze przed pierwszym posiedzeniem Sejmu nowej kadencji. W 2012 nie ubiegała się o reelekcję.
Była żoną profesora Kęstutisa Glaveckasa, wieloletniego posła na Sejm i jednego z liderów Ruchu Liberalnego Republiki Litewskiej.